# أولاد عبو أولاد احميدة (أولاد عبو أولاد احميدة 1)
أولاد عبو أولاد احميدة هو دُوَّار يقع بجماعة دار بوعزة، إقليم النواصر، جهة الدار البيضاء سطات في المملكة المغربية. ينتمي الدوّار لمشيخة أولاد عبو أولاد احميدة 1 التي تضم دوار واحد. يقدر عدد سكانه بـ 6655 نسمة حسب الإحصاء الرسمي للسكان والسكنى لسنة 2004.

## روابط خارجية
- البوابة الوطنية للجماعات الترابية
- المندوبية السامية للتخطيط